# European Rugby Challenge Cup 2015/16
Der European Rugby Challenge Cup 2015/16 war die zweite Ausgabe des European Challenge Cup, des zweitrangigen europäischen Pokalwettbewerbs im Rugby Union. Dieser Wettbewerb ist der Nachfolger des von 1996 bis 2014 existierenden European Challenge Cup. Es waren 20 Teams aus sieben Ländern beteiligt. Der Wettbewerb begann am 12. November 2015, das Finale fand am 13. Mai 2016 im Stade des Lumières in Lyon statt. Den Titel gewann das französische Team Montpellier Hérault Rugby.

## Teilnehmer
Teilnahmeberechtigt waren folgende Teams:
- die vier Mannschaften der English Premiership zwischen dem 8. und 11. Platz
- der Meister der englischen RFU Championship
- die fünf Mannschaften der französischen Top 14 zwischen dem 8. und 12. Platz
- der Meister und der Erstplatzierte der regulären Saison der französischen Pro D2
- von der Pro12 die verbliebenen vier Mannschaften aus Italien, Irland, Schottland und Wales, die sich nicht für den European Rugby Champions Cup qualifizieren konnten
- die beiden Verlierer des Play-offs für den European Rugby Champions Cup
- die beiden Gewinner eines Qualifikationswettbewerbs

## Modus
Es gab fünf Gruppen mit je vier Teams. Jedes Team spielte je ein Heim- und ein Auswärtsspiel gegen die drei Gruppengegner. In der Gruppenphase erhielten die Teams:
- vier Punkte für einen Sieg
- zwei Punkte für ein Unentschieden
- einen Bonuspunkt bei vier oder mehr Versuchen
- einen Bonuspunkt bei einer Niederlage mit sieben oder weniger Punkten Differenz

Für das Viertelfinale qualifizierten sich die fünf Gruppensieger (nach Anzahl gewonnener Punkte auf den Plätzen 1–5 klassiert) und die drei besten Gruppenzweiten (auf den Plätzen 6–8 klassiert). Teams auf den Plätzen 1–4 hatten im Viertelfinale Heimrecht. Es spielten der Erste gegen den Achten, der Zweite gegen den Siebten, der Dritte gegen den Sechsten und der Vierte gegen den Fünften. Im Unterschied zum European Challenge Cup nahm keine Mannschaft aus dem European Rugby Champions Cup 2015/16 an der Endrunde teil.

## Qualifikation
Rugby Europe 1 Play-Off
| 17. Januar 2015 | Rugby Calvisano | 34 : 3 | Rugby Viadana | Stadio San Michele, Calvisano |
| 17. Januar 2015 |                 |        |               | Stadio San Michele, Calvisano |

| 24. Januar 2015 | Rugby Viadana | 36 : 7 | CR El Salvador | Stadio Luigi Zaffanella, Viadana |
| 24. Januar 2015 |               |        |                | Stadio Luigi Zaffanella, Viadana |

| 4. April 2015 | CR El Salvador | 12 : 62 | Rugby Calvisano | Estadio Pepe Rojo, Valladolid |
| 4. April 2015 |                |         |                 | Estadio Pepe Rojo, Valladolid |

Endspiel
| 18. April 2015 | Rugby Rovigo | 17 : 7 | Rugby Calvisano | Stadio Comunale Mario Battaglini, Rovigo |
| 18. April 2015 |              |        |                 | Stadio Comunale Mario Battaglini, Rovigo |

| 2. May 2015 | Rugby Calvisano | 35 : 7 | Rugby Rovigo | Stadio San Michele, Calvisano |
| 2. May 2015 |                 |        |              | Stadio San Michele, Calvisano |

Mit einem Gesamtergebnis von 42:24 qualifizierte sich Rugby Calvisano.
Rugby Europe 2 Play-Off
| 17. Januar 2015 | Mogliano Rugby | 45 : 17 | CDUL | Stadio Maurizio Quaggia, Mogliano Veneto |
| 17. Januar 2015 |                |         |      | Stadio Maurizio Quaggia, Mogliano Veneto |

| 24. Januar 2015 | CDUL | 0 : 28 1 | Jenissei-STM Krasnojarsk | Estádio Universitário de Lisboa, Lissabon |
| 24. Januar 2015 |      |          |                          | Estádio Universitário de Lisboa, Lissabon |

| 4. April 2015 | Jenissei-STM Krasnojarsk | 19 : 15 | Mogliano Rugby | Awangard-Stadion, Krasnojarsk |
| 4. April 2015 |                          |         |                | Awangard-Stadion, Krasnojarsk |

Endspiel
| 18. April 2015 | CSM Baia Mare | 20 : 30 | Jenissei-STM Krasnojarsk | Stadionul Lascăr Ghineţ, Baia Mare |
| 18. April 2015 |               |         |                          | Stadionul Lascăr Ghineţ, Baia Mare |

| 2. May 2015 | Jenissei-STM Krasnojarsk | 32 : 12 | CSM Baia Mare | Awangard-Stadion, Krasnojarsk |
| 2. May 2015 |                          |         |               | Awangard-Stadion, Krasnojarsk |

Mit einem Gesamtergebnis von 62:32 qualifizierte sich Jenissei-STM Krasnojarsk.

## Auslosung
Die Teilnehmer wurden am 17. Juni 2015 im Stade de la Maladière in Neuchâtel den Vorrundengruppen zugelost. Die Setzreihenfolge basierte auf der Leistung in den jeweiligen Meisterschaften.
| Topf 1 | Montpellier Hérault Rugby | Sale Sharks       | Connacht Rugby        | Atlantique Stade Rochelais | Edinburgh Rugby          |
| Topf 2 | CA Brive                  | Gloucester Rugby  | Newport Gwent Dragons | Harlequins                 | London Irish             |
| Topf 3 | Castres Olympique         | Newcastle Falcons | Zebre                 | FC Grenoble                | Cardiff Blues            |
| Topf 4 | Section Paloise           | SU Agen           | Worcester Warriors    | Rugby Calvisano            | Jenissei-STM Krasnojarsk |

## Gruppenphase

### Gruppe 1
|    | Team                     | Spiele | Siege | Unent. | Ndlg. | Spiel- punkte | Diff. | Bonus- punkte | Tabellen- punkte |
| -- | ------------------------ | ------ | ----- | ------ | ----- | ------------- | ----- | ------------- | ---------------- |
| 1. | Connacht Rugby           | 6      | 4     | 0      | 2     | 147:96        | + 51  | 3             | 19               |
| 2. | Newcastle Falcons        | 6      | 3     | 0      | 3     | 137:97        | + 40  | 4             | 16               |
| 3. | CA Brive                 | 6      | 3     | 0      | 3     | 114:88        | + 26  | 4             | 16               |
| 4. | Jenissei-STM Krasnojarsk | 6      | 2     | 0      | 4     | 63:180        | − 117 | 0             | 8                |

| 13. November 2015 19:30 MEZ | CA Brive       | 13 : 9 | Newcastle Falcons | Stade Amédée-Domenech, Brive-la-Gaillarde Zuschauer: 6.000 Schiedsrichter: Leighton Hodges (Wales) |
| 13. November 2015 19:30 MEZ | (13:3) Bericht |        |                   | Stade Amédée-Domenech, Brive-la-Gaillarde Zuschauer: 6.000 Schiedsrichter: Leighton Hodges (Wales) |

| 14. November 2015 15:00 KRAT | Jenissei-STM Krasnojarsk | 14 : 31 | Connacht Rugby | Awangard-Stadion, Krasnojarsk Zuschauer: 2.500 Schiedsrichter: Thomas Charabas (Frankreich) |
| 14. November 2015 15:00 KRAT | (0:6) Bericht            |         |                | Awangard-Stadion, Krasnojarsk Zuschauer: 2.500 Schiedsrichter: Thomas Charabas (Frankreich) |

| 21. November 2015 17:00 WEZ | Connacht Rugby | 21 : 17 | CA Brive | Galway Sportsgrounds, Galway Zuschauer: 4.357 Schiedsrichter: Craig Maxwell-Keys (England) |
| 21. November 2015 17:00 WEZ | (11:5) Bericht |         |          | Galway Sportsgrounds, Galway Zuschauer: 4.357 Schiedsrichter: Craig Maxwell-Keys (England) |

| 22. November 2015 15:00 WEZ | Newcastle Falcons | 55 : 7 | Jenissei-STM Krasnojarsk | Kingston Park, Newcastle upon Tyne Zuschauer: 4.093 Schiedsrichter: Andrew Brace (Irland) |
| 22. November 2015 15:00 WEZ | (29:7) Bericht    |        |                          | Kingston Park, Newcastle upon Tyne Zuschauer: 4.093 Schiedsrichter: Andrew Brace (Irland) |

| 11. Dezember 2015 19:45 WEZ | Connacht Rugby | 25 : 10 | Newcastle Falcons | Galway Sportsgrounds, Galway Zuschauer: 4.346 Schiedsrichter: Thomas Charabas (Frankreich) |
| 11. Dezember 2015 19:45 WEZ | (9:3) Bericht  |         |                   | Galway Sportsgrounds, Galway Zuschauer: 4.346 Schiedsrichter: Thomas Charabas (Frankreich) |

| 12. Dezember 2015 16:00 MSK | Jenissei-STM Krasnojarsk | 10 : 7 | CA Brive | Slawa-Metreweli-Stadion, Sotschi Zuschauer: 600 Schiedsrichter: Vlad Iordăchescu (Rumänien) |
| 12. Dezember 2015 16:00 MSK | (10:0) Bericht           |        |          | Slawa-Metreweli-Stadion, Sotschi Zuschauer: 600 Schiedsrichter: Vlad Iordăchescu (Rumänien) |

| 19. Dezember 2015 15:00 MEZ | CA Brive       | 33 : 3 | Jenissei-STM Krasnojarsk | Stade Amédée-Domenech, Brive-la-Gaillarde Zuschauer: 3.000 Schiedsrichter: Gary Conway (Irland) |
| 19. Dezember 2015 15:00 MEZ | (14:3) Bericht |        |                          | Stade Amédée-Domenech, Brive-la-Gaillarde Zuschauer: 3.000 Schiedsrichter: Gary Conway (Irland) |

| 20. Dezember 2015 15:00 WEZ | Newcastle Falcons | 29 : 5 | Connacht Rugby | Kingston Park, Newcastle upon Tyne Zuschauer: 4.067 Schiedsrichter: Ben Whitehouse (Wales) |
| 20. Dezember 2015 15:00 WEZ | (5:5) Bericht     |        |                | Kingston Park, Newcastle upon Tyne Zuschauer: 4.067 Schiedsrichter: Ben Whitehouse (Wales) |

| 16. Januar 2016 14:00 MSK | Jenissei-STM Krasnojarsk | 24 : 7 | Newcastle Falcons | Slawa-Metreweli-Stadion, Sotschi Zuschauer: 400 Schiedsrichter: Tual Trainini (Frankreich) |
| 16. Januar 2016 14:00 MSK | (14:7) Bericht           |        |                   | Slawa-Metreweli-Stadion, Sotschi Zuschauer: 400 Schiedsrichter: Tual Trainini (Frankreich) |

| 16. Januar 2016 20:45 MEZ | CA Brive      | 21 : 18 | Connacht Rugby | Stade Amédée-Domenech, Brive-la-Gaillarde Zuschauer: 3.000 Schiedsrichter: Craig Maxwell-Keys (England) |
| 16. Januar 2016 20:45 MEZ | (9:5) Bericht |         |                | Stade Amédée-Domenech, Brive-la-Gaillarde Zuschauer: 3.000 Schiedsrichter: Craig Maxwell-Keys (England) |

| 23. Januar 2016 15:00 WEZ | Connacht Rugby | 47 : 5 | Jenissei-STM Krasnojarsk | Galway Sportsgrounds, Galway Zuschauer: 4.261 Schiedsrichter: Tom Foley (England) |
| 23. Januar 2016 15:00 WEZ | (25:0) Bericht |        |                          | Galway Sportsgrounds, Galway Zuschauer: 4.261 Schiedsrichter: Tom Foley (England) |

| 23. Januar 2016 15:00 WEZ | Newcastle Falcons | 27 : 23 | CA Brive | Kingston Park, Newcastle upon Tyne Zuschauer: 3.803 Schiedsrichter: Leighton Hodges (Wales) |
| 23. Januar 2016 15:00 WEZ | (22:3) Bericht    |         |          | Kingston Park, Newcastle upon Tyne Zuschauer: 3.803 Schiedsrichter: Leighton Hodges (Wales) |

### Gruppe 2
|    | Team                  | Spiele | Siege | Unent. | Ndlg. | Spiel- punkte | Diff. | Bonus- punkte | Tabellen- punkte |
| -- | --------------------- | ------ | ----- | ------ | ----- | ------------- | ----- | ------------- | ---------------- |
| 1. | Sale Sharks           | 6      | 5     | 0      | 1     | 154:78        | + 76  | 3             | 23               |
| 2. | Newport Gwent Dragons | 6      | 4     | 0      | 2     | 151:117       | + 34  | 4             | 20               |
| 3. | Castres Olympique     | 6      | 3     | 0      | 3     | 124:136       | − 12  | 3             | 15               |
| 4. | Section Paloise       | 6      | 0     | 0      | 6     | 68:166        | − 98  | 0             | 0                |

| 15. November 2015 15:15 WEZ | Newport Gwent Dragons | 30 : 12 | Sale Sharks | Rodney Parade, Newport Zuschauer: 4.455 Schiedsrichter: Alexandre Ruiz (Frankreich) |
| 15. November 2015 15:15 WEZ | (17:0) Bericht        |         |             | Rodney Parade, Newport Zuschauer: 4.455 Schiedsrichter: Alexandre Ruiz (Frankreich) |

| 21. November 2015 14:30 WEZ | Sale Sharks     | 29 : 20 | Section Paloise | AJ Bell Stadium, Salford Zuschauer: 4.006 Schiedsrichter: Ben Whitehouse (Wales) |
| 21. November 2015 14:30 WEZ | (14:13) Bericht |         |                 | AJ Bell Stadium, Salford Zuschauer: 4.006 Schiedsrichter: Ben Whitehouse (Wales) |

| 21. November 2015 17:00 MEZ | Castres Olympique | 32 : 29 | Newport Gwent Dragons | Stade Pierre-Antoine, Castres Zuschauer: 7.580 Schiedsrichter: Gary Conway (Irland) |
| 21. November 2015 17:00 MEZ | (14:9) Bericht    |         |                       | Stade Pierre-Antoine, Castres Zuschauer: 7.580 Schiedsrichter: Gary Conway (Irland) |

| 12. Dezember 2015 14:30 WEZ | Newport Gwent Dragons | 22 : 0 | Section Paloise | Rodney Parade, Newport Zuschauer: 4.202 Schiedsrichter: Craig Maxwell-Keys (England) |
| 12. Dezember 2015 14:30 WEZ | (11:0) Bericht        |        |                 | Rodney Parade, Newport Zuschauer: 4.202 Schiedsrichter: Craig Maxwell-Keys (England) |

| 12. Dezember 2015 20:45 MEZ | Castres Olympique | 10 : 17 | Sale Sharks | Stade Pierre-Antoine, Castres Zuschauer: 6.816 Schiedsrichter: David Wilkinson (Irland) |
| 12. Dezember 2015 20:45 MEZ | (10:17) Bericht   |         |             | Stade Pierre-Antoine, Castres Zuschauer: 6.816 Schiedsrichter: David Wilkinson (Irland) |

| 19. Dezember 2015 14:30 WEZ | Sale Sharks   | 31 : 10 | Castres Olympique | AJ Bell Stadium, Salford Zuschauer: 4.525 Schiedsrichter: Dudley Phillips (Wales) |
| 19. Dezember 2015 14:30 WEZ | (9:0) Bericht |         |                   | AJ Bell Stadium, Salford Zuschauer: 4.525 Schiedsrichter: Dudley Phillips (Wales) |

| 19. Dezember 2015 20:45 MEZ | Section Paloise | 17 : 34 | Newport Gwent Dragons | Stade du Hameau, Pau Zuschauer: 7.500 Schiedsrichter: Andrew Brace (Irland) |
| 19. Dezember 2015 20:45 MEZ | (0:24) Bericht  |         |                       | Stade du Hameau, Pau Zuschauer: 7.500 Schiedsrichter: Andrew Brace (Irland) |

| 9. Januar 2016 1 21:00 MEZ | Section Paloise | 21 : 30 | Castres Olympique | Stade du Hameau, Pau Zuschauer: 8.000 Schiedsrichter: Ian Davies (Wales) |
| 9. Januar 2016 1 21:00 MEZ | (7:13) Bericht  |         |                   | Stade du Hameau, Pau Zuschauer: 8.000 Schiedsrichter: Ian Davies (Wales) |

| 15. Januar 2016 19:45 WEZ | Newport Gwent Dragons | 31 : 18 | Castres Olympique | Rodney Parade, Newport Zuschauer: 4.316 Schiedsrichter: Peter Fitzgibbon (Irland) |
| 15. Januar 2016 19:45 WEZ | (24:10) Bericht       |         |                   | Rodney Parade, Newport Zuschauer: 4.316 Schiedsrichter: Peter Fitzgibbon (Irland) |

| 15. Januar 2016 19:45 MEZ | Section Paloise | 3 : 27 | Sale Sharks | Stade du Hameau, Pau Zuschauer: 6.000 Schiedsrichter: Gary Conway (Irland) |
| 15. Januar 2016 19:45 MEZ | (3:22) Bericht  |        |             | Stade du Hameau, Pau Zuschauer: 6.000 Schiedsrichter: Gary Conway (Irland) |

| 21. Januar 2016 19:45 WEZ | Sale Sharks    | 38 : 5 | Newport Gwent Dragons | AJ Bell Stadium, Salford Zuschauer: 4.015 Schiedsrichter: Andrew Brace (Irland) |
| 21. Januar 2016 19:45 WEZ | (24:0) Bericht |        |                       | AJ Bell Stadium, Salford Zuschauer: 4.015 Schiedsrichter: Andrew Brace (Irland) |

| 22. Januar 2016 19:00 MEZ | Castres Olympique | 24 : 7 | Section Paloise | Stade Pierre-Antoine, Castres Zuschauer: 6.025 Schiedsrichter: Ian Tempest (England) |
| 22. Januar 2016 19:00 MEZ | (13:7) Bericht    |        |                 | Stade Pierre-Antoine, Castres Zuschauer: 6.025 Schiedsrichter: Ian Tempest (England) |

### Gruppe 3
|    | Team                      | Spiele | Siege | Unent. | Ndlg. | Spiel- punkte | Diff. | Bonus- punkte | Tabellen- punkte |
| -- | ------------------------- | ------ | ----- | ------ | ----- | ------------- | ----- | ------------- | ---------------- |
| 1. | Harlequins                | 6      | 5     | 0      | 1     | 225:123       | + 102 | 5             | 25               |
| 2. | Montpellier Hérault Rugby | 6      | 4     | 0      | 2     | 221:116       | + 105 | 4             | 20               |
| 3. | Cardiff Blues             | 6      | 3     | 0      | 3     | 229:131       | + 98  | 5             | 17               |
| 4. | Rugby Calvisano           | 6      | 0     | 0      | 6     | 39:344        | − 305 | 0             | 0                |

| 12. November 2015 19:45 WEZ | Harlequins      | 41 : 18 | Montpellier Hérault Rugby | The Stoop, London Zuschauer: 7.136 Schiedsrichter: Ian Davies (Irland) |
| 12. November 2015 19:45 WEZ | (15:12) Bericht |         |                           | The Stoop, London Zuschauer: 7.136 Schiedsrichter: Ian Davies (Irland) |

| 14. November 2015 15:00 MEZ | Rugby Calvisano | 9 : 50 | Cardiff Blues | Stadio San Michele, Calvisano Zuschauer: 1.500 Schiedsrichter: Craig Maxwell-Keys (RFU) |
| 14. November 2015 15:00 MEZ | (6:15) Bericht  |        |               | Stadio San Michele, Calvisano Zuschauer: 1.500 Schiedsrichter: Craig Maxwell-Keys (RFU) |

| 19. November 2015 19:45 WEZ | Cardiff Blues | 20 : 32 | Harlequins | Cardiff Arms Park, Cardiff Zuschauer: 5.249 Schiedsrichter: Alexandre Ruiz (Frankreich) |
| 19. November 2015 19:45 WEZ | (6:3) Bericht |         |            | Cardiff Arms Park, Cardiff Zuschauer: 5.249 Schiedsrichter: Alexandre Ruiz (Frankreich) |

| 20. November 2015 20:30 MEZ | Montpellier Hérault Rugby | 64 : 0 | Rugby Calvisano | Altrad Stadium, Montpellier Zuschauer: 9.900 Schiedsrichter: Tom Foley (England) |
| 20. November 2015 20:30 MEZ | (33:0) Bericht            |        |                 | Altrad Stadium, Montpellier Zuschauer: 9.900 Schiedsrichter: Tom Foley (England) |

| 11. Dezember 2015 19:30 WEZ | Cardiff Blues   | 37 : 27 | Montpellier Hérault Rugby | Cardiff Arms Park, Cardiff Zuschauer: 4.602 Schiedsrichter: Peter Fitzgibbon (Irland) |
| 11. Dezember 2015 19:30 WEZ | (14:20) Bericht |         |                           | Cardiff Arms Park, Cardiff Zuschauer: 4.602 Schiedsrichter: Peter Fitzgibbon (Irland) |

| 12. Dezember 2015 14:30 MEZ | Rugby Calvisano | 10 : 50 | Harlequins | Stadio San Michele, Calvisano Zuschauer: 1.300 Schiedsrichter: Ben Whitehouse (Wales) |
| 12. Dezember 2015 14:30 MEZ | (3:29) Bericht  |         |            | Stadio San Michele, Calvisano Zuschauer: 1.300 Schiedsrichter: Ben Whitehouse (Wales) |

| 17. Dezember 2015 20:45 MEZ | Montpellier Hérault Rugby | 23 : 22 | Cardiff Blues | Altrad Stadium, Montpellier Zuschauer: 6.000 Schiedsrichter: Ian Tempest (England) |
| 17. Dezember 2015 20:45 MEZ | (13:16) Bericht           |         |               | Altrad Stadium, Montpellier Zuschauer: 6.000 Schiedsrichter: Ian Tempest (England) |

| 19. Dezember 2015 15:00 WEZ | Harlequins     | 59 : 7 | Rugby Calvisano | The Stoop, London Zuschauer: 11.230 Schiedsrichter: Tual Trainini (Frankreich) |
| 19. Dezember 2015 15:00 WEZ | (14:7) Bericht |        |                 | The Stoop, London Zuschauer: 11.230 Schiedsrichter: Tual Trainini (Frankreich) |

| 16. Januar 2016 14:30 MEZ | Rugby Calvisano | 7 : 47 | Montpellier Hérault Rugby | Stadio San Michele, Calvisano Zuschauer: 1.100 Schiedsrichter: Dudley Phillips (Irland) |
| 16. Januar 2016 14:30 MEZ | (0:35) Bericht  |        |                           | Stadio San Michele, Calvisano Zuschauer: 1.100 Schiedsrichter: Dudley Phillips (Irland) |

| 17. Januar 2016 15:15 WEZ | Harlequins     | 34 : 26 | Cardiff Blues | The Stoop, London Zuschauer: 12.912 Schiedsrichter: Andrew Brace (Irland) |
| 17. Januar 2016 15:15 WEZ | (28:0) Bericht |         |               | The Stoop, London Zuschauer: 12.912 Schiedsrichter: Andrew Brace (Irland) |

| 22. Januar 2016 19:45 WEZ | Cardiff Blues  | 74 : 6 | Rugby Calvisano | Cardiff Arms Park, Cardiff Zuschauer: 5.490 Schiedsrichter: Thomas Charabas (Frankreich) |
| 22. Januar 2016 19:45 WEZ | (33:3) Bericht |        |                 | Cardiff Arms Park, Cardiff Zuschauer: 5.490 Schiedsrichter: Thomas Charabas (Frankreich) |

| 22. Januar 2016 20:45 MEZ | Montpellier Hérault Rugby | 42 : 9 | Harlequins | Altrad Stadium, Montpellier Zuschauer: 7.500 Schiedsrichter: Ben Whitehouse (Wales) |
| 22. Januar 2016 20:45 MEZ | (15:9) Bericht            |        |            | Altrad Stadium, Montpellier Zuschauer: 7.500 Schiedsrichter: Ben Whitehouse (Wales) |

### Gruppe 4
|    | Team                       | Spiele | Siege | Unent. | Ndlg. | Spiel- punkte | Diff. | Bonus- punkte | Tabellen- punkte |
| -- | -------------------------- | ------ | ----- | ------ | ----- | ------------- | ----- | ------------- | ---------------- |
| 1. | Gloucester Rugby           | 6      | 6     | 0      | 0     | 151:86        | + 65  | 1             | 25               |
| 2. | Zebre                      | 6      | 3     | 0      | 3     | 114:92        | + 22  | 1             | 13               |
| 3. | Atlantique Stade Rochelais | 6      | 2     | 0      | 4     | 100:127       | − 27  | 2             | 10               |
| 4. | Worcester Warriors         | 6      | 1     | 0      | 5     | 88:148        | − 60  | 1             | 5                |

| 14. November 2015 15:00 WEZ | Worcester Warriors | 19 : 3 | Atlantique Stade Rochelais | Sixways Stadium, Worcester Zuschauer: 5.124 Schiedsrichter: Dudley Phillips (Irland) |
| 14. November 2015 15:00 WEZ | (12:3) Bericht     |        |                            | Sixways Stadium, Worcester Zuschauer: 5.124 Schiedsrichter: Dudley Phillips (Irland) |

| 14. November 2015 15:15 WEZ | Gloucester Rugby | 23 : 10 | Zebre | Kingsholm Stadium, Gloucester Zuschauer: 9.973 Schiedsrichter: Andrew Brace (Irland) |
| 14. November 2015 15:15 WEZ | (23:0) Bericht   |         |       | Kingsholm Stadium, Gloucester Zuschauer: 9.973 Schiedsrichter: Andrew Brace (Irland) |

| 19. November 2015 20:45 MEZ | Atlantique Stade Rochelais | 20 : 33 | Gloucester Rugby | Stade Marcel-Deflandre, La Rochelle Zuschauer: 12.763 Schiedsrichter: Marius Mitrea (Italien) |
| 19. November 2015 20:45 MEZ | (13:19) Bericht            |         |                  | Stade Marcel-Deflandre, La Rochelle Zuschauer: 12.763 Schiedsrichter: Marius Mitrea (Italien) |

| 21. November 2015 15:00 MEZ | Zebre          | 27 : 8 | Worcester Warriors | Stadio Sergio Lanfranchi, Parma Zuschauer: 1.784 Schiedsrichter: Tual Trainini (Frankreich) |
| 21. November 2015 15:00 MEZ | (21:3) Bericht |        |                    | Stadio Sergio Lanfranchi, Parma Zuschauer: 1.784 Schiedsrichter: Tual Trainini (Frankreich) |

| 10. Dezember 2015 19:45 WEZ | Worcester Warriors | 22 : 34 | Gloucester Rugby | Sixways Stadium, Worcester Zuschauer: 6.774 Schiedsrichter: Alexandre Ruiz (Frankreich) |
| 10. Dezember 2015 19:45 WEZ | (10:10) Bericht    |         |                  | Sixways Stadium, Worcester Zuschauer: 6.774 Schiedsrichter: Alexandre Ruiz (Frankreich) |

| 11. Dezember 2015 20:00 MEZ | Atlantique Stade Rochelais | 27 : 19 | Zebre | Stade Marcel-Deflandre, La Rochelle Zuschauer: 10.600 Schiedsrichter: Tom Foley (England) |
| 11. Dezember 2015 20:00 MEZ | (20:0) Bericht             |         |       | Stade Marcel-Deflandre, La Rochelle Zuschauer: 10.600 Schiedsrichter: Tom Foley (England) |

| 17. Dezember 2015 19:45 WEZ | Gloucester Rugby | 27 : 13 | Worcester Warriors | Kingsholm Stadium, Gloucester Zuschauer: 10.942 Schiedsrichter: Ian Davies (Wales) |
| 17. Dezember 2015 19:45 WEZ | (16:10) Bericht  |         |                    | Kingsholm Stadium, Gloucester Zuschauer: 10.942 Schiedsrichter: Ian Davies (Wales) |

| 19. Dezember 2015 15:00 MEZ | Zebre          | 25 : 5 | Atlantique Stade Rochelais | Stadio Sergio Lanfranchi, Parma Zuschauer: 1.657 Schiedsrichter: Lloyd Linton (Schottland) |
| 19. Dezember 2015 15:00 MEZ | (11:0) Bericht |        |                            | Stadio Sergio Lanfranchi, Parma Zuschauer: 1.657 Schiedsrichter: Lloyd Linton (Schottland) |

| 16. Januar 2016 15:00 WEZ | Gloucester Rugby | 20 : 10 | Atlantique Stade Rochelais | Kingsholm Stadium, Gloucester Zuschauer: 9.209 Schiedsrichter: David Wilkinson (Irland) |
| 16. Januar 2016 15:00 WEZ | (17:3) Bericht   |         |                            | Kingsholm Stadium, Gloucester Zuschauer: 9.209 Schiedsrichter: David Wilkinson (Irland) |

| 16. Januar 2016 15:00 WEZ | Worcester Warriors | 15 : 22 | Zebre | Sixways Stadium, Worcester Zuschauer: 6.134 Schiedsrichter: Thomas Charabas (Frankreich) |
| 16. Januar 2016 15:00 WEZ | (7:13) Bericht     |         |       | Sixways Stadium, Worcester Zuschauer: 6.134 Schiedsrichter: Thomas Charabas (Frankreich) |

| 22. Januar 2016 19:30 MEZ | Atlantique Stade Rochelais | 35 : 11 | Worcester Warriors | Stade Marcel-Deflandre, La Rochelle Zuschauer: 8.500 Schiedsrichter: Elia Rizzo (Italien) |
| 22. Januar 2016 19:30 MEZ | (6:6) Bericht              |         |                    | Stade Marcel-Deflandre, La Rochelle Zuschauer: 8.500 Schiedsrichter: Elia Rizzo (Italien) |

| 23. Januar 2016 15:00 MEZ | Zebre         | 11 : 14 | Gloucester Rugby | Stadio Sergio Lanfranchi, Parma Zuschauer: 2.413 Schiedsrichter: Gary Conway (Irland) |
| 23. Januar 2016 15:00 MEZ | (6:3) Bericht |         |                  | Stadio Sergio Lanfranchi, Parma Zuschauer: 2.413 Schiedsrichter: Gary Conway (Irland) |

### Gruppe 5
|    | Team            | Spiele | Siege | Unent. | Ndlg. | Spiel- punkte | Diff. | Bonus- punkte | Tabellen- punkte |
| -- | --------------- | ------ | ----- | ------ | ----- | ------------- | ----- | ------------- | ---------------- |
| 1. | FC Grenoble     | 6      | 5     | 0      | 1     | 187:154       | + 33  | 2             | 22               |
| 2. | London Irish    | 6      | 3     | 0      | 3     | 170:106       | + 64  | 5             | 17               |
| 3. | Edinburgh Rugby | 6      | 4     | 0      | 2     | 125:103       | + 22  | 1             | 17               |
| 4. | SU Agen         | 6      | 0     | 0      | 6     | 98:217        | − 119 | 2             | 2                |

| 13. November 2015 19:45 WEZ | Edinburgh Rugby | 28 : 10 | FC Grenoble | Murrayfield Stadium, Edinburgh Zuschauer: 3.264 Schiedsrichter: Ben Whitehouse (Wales) |
| 13. November 2015 19:45 WEZ | (11:0) Bericht  |         |             | Murrayfield Stadium, Edinburgh Zuschauer: 3.264 Schiedsrichter: Ben Whitehouse (Wales) |

| 14. November 2015 15:00 WEZ | London Irish   | 48 : 10 | SU Agen | Madejski Stadium, Reading Zuschauer: 4.216 Schiedsrichter: Gary Conway (Irland) |
| 14. November 2015 15:00 WEZ | (24:3) Bericht |         |         | Madejski Stadium, Reading Zuschauer: 4.216 Schiedsrichter: Gary Conway (Irland) |

| 20. November 2015 19:30 MEZ | SU Agen        | 6 : 27 | Edinburgh Rugby | Stade Armandie, Agen Zuschauer: 4.532 Schiedsrichter: Peter Fitzgibbon (Irland) |
| 20. November 2015 19:30 MEZ | (0:13) Bericht |        |                 | Stade Armandie, Agen Zuschauer: 4.532 Schiedsrichter: Peter Fitzgibbon (Irland) |

| 21. November 2015 20:45 MEZ | FC Grenoble     | 27 : 20 | London Irish | Stade des Alpes, Grenoble Zuschauer: 8.500 Schiedsrichter: Ian Davies (Wales) |
| 21. November 2015 20:45 MEZ | (17:14) Bericht |         |              | Stade des Alpes, Grenoble Zuschauer: 8.500 Schiedsrichter: Ian Davies (Wales) |

| 10. Dezember 2015 20:45 MEZ | SU Agen        | 20 : 40 | FC Grenoble | Stade Armandie, Agen Zuschauer: 3.932 Schiedsrichter: Ian Davies (Wales) |
| 10. Dezember 2015 20:45 MEZ | (3:28) Bericht |         |             | Stade Armandie, Agen Zuschauer: 3.932 Schiedsrichter: Ian Davies (Wales) |

| 12. Dezember 2015 15:00 WEZ | London Irish   | 38 : 6 | Edinburgh Rugby | Madejski Stadium, Reading Zuschauer: 3.959 Schiedsrichter: Leighton Hodges (Wales) |
| 12. Dezember 2015 15:00 WEZ | (26:6) Bericht |        |                 | Madejski Stadium, Reading Zuschauer: 3.959 Schiedsrichter: Leighton Hodges (Wales) |

| 18. Dezember 2015 19:30 MEZ | FC Grenoble     | 48 : 45 | SU Agen | Stade des Alpes, Grenoble Zuschauer: 9.370 Schiedsrichter: Tom Foley (England) |
| 18. Dezember 2015 19:30 MEZ | (13:24) Bericht |         |         | Stade des Alpes, Grenoble Zuschauer: 9.370 Schiedsrichter: Tom Foley (England) |

| 18. Dezember 2015 19:30 WEZ | Edinburgh Rugby | 18 : 15 | London Irish | Murrayfield Stadium, Edinburgh Zuschauer: 3.551 Schiedsrichter: David Wilkinson (Irland) |
| 18. Dezember 2015 19:30 WEZ | (13:8) Bericht  |         |              | Murrayfield Stadium, Edinburgh Zuschauer: 3.551 Schiedsrichter: David Wilkinson (Irland) |

| 15. Januar 2016 19:30 WEZ | Edinburgh Rugby | 23 : 0 | SU Agen | Murrayfield Stadium, Edinburgh Zuschauer: 3.100 Schiedsrichter: Ian Davies (Wales) |
| 15. Januar 2016 19:30 WEZ | (8:0) Bericht   |        |         | Murrayfield Stadium, Edinburgh Zuschauer: 3.100 Schiedsrichter: Ian Davies (Wales) |

| 16. Januar 2016 15:00 WEZ | London Irish   | 18 : 28 | FC Grenoble | Madejski Stadium, Reading Zuschauer: 3.648 Schiedsrichter: Marius Mitrea (Italien) |
| 16. Januar 2016 15:00 WEZ | (6:21) Bericht |         |             | Madejski Stadium, Reading Zuschauer: 3.648 Schiedsrichter: Marius Mitrea (Italien) |

| 23. Januar 2016 20:45 MEZ | SU Agen         | 17 : 31 | London Irish | Stade Armandie, Agen Zuschauer: 3.712 Schiedsrichter: Lloyd Linton (Schottland) |
| 23. Januar 2016 20:45 MEZ | (10:19) Bericht |         |              | Stade Armandie, Agen Zuschauer: 3.712 Schiedsrichter: Lloyd Linton (Schottland) |

| 23. Januar 2016 20:45 MEZ | FC Grenoble     | 34 : 23 | Edinburgh Rugby | Stade des Alpes, Grenoble Zuschauer: 10.072 Schiedsrichter: Greg Garner (England) |
| 23. Januar 2016 20:45 MEZ | (13:17) Bericht |         |                 | Stade des Alpes, Grenoble Zuschauer: 10.072 Schiedsrichter: Greg Garner (England) |

## K.-o.-Runde

### Setzliste
Nach der Gruppenphase trafen die fünf Gruppensieger sowie die drei besten Gruppenzweiten aufeinander.
1. Harlequins
2. Gloucester Rugby
3. Sale Sharks
4. FC Grenoble
5. Connacht Rugby
6. Montpellier Hérault Rugby
7. Newport Gwent Dragons
8. London Irish

### Viertelfinale
| 8. April 2016 19:45 WESZ | Sale Sharks                                                                           | 19 : 25         | Montpellier Hérault Rugby                                                                                           | AJ Bell Stadium, Salford Zuschauer: 4.557 Schiedsrichter: John Lacey (Irland) |
| 8. April 2016 19:45 WESZ | Versuche: Brady 21. n.erh. James 76. n.erh. Straftritte: Cipriani (3/3) 11., 32., 61. | (11:10) Bericht | Versuche: Willemse 14. erh. Erhöhungen: Paillaugue (1/1) Straftritte: Paillaugue (6/8) 17., 45., 55., 64., 67., 71. | AJ Bell Stadium, Salford Zuschauer: 4.557 Schiedsrichter: John Lacey (Irland) |

| 9. April 2016 12:45 WESZ | Gloucester Rugby                                                                                            | 21 : 23         | Newport Gwent Dragons                                                                        | Kingsholm Stadium, Gloucester Zuschauer: 10.501 Schiedsrichter: Pascal Gaüzère (Frankreich) |
| 9. April 2016 12:45 WESZ | Versuche: Morgan 14. n.erh. McColl 43. erh. Erhöhungen: Hook (1/1) Straftritte: Laidlaw (3/3) 20., 27., 72. | (11:12) Bericht | Versuche: Davies 78. n.erh. Straftritte: Jones (5/7) 10., 17., 33., 40., 45. Meyer (1/1) 55. | Kingsholm Stadium, Gloucester Zuschauer: 10.501 Schiedsrichter: Pascal Gaüzère (Frankreich) |

| 9. April 2016 20:05 WESZ | Harlequins | 38 : 30         | London Irish | The Stoop, London Zuschauer: 9.851 Schiedsrichter: Marius Mitrea (Italien) |
| 9. April 2016 20:05 WESZ | Versuche: Wallace 6. n.erh., 61. n.erh. Care 20. erh., 52. n.erh., 74. erh. Erhöhungen: Botica (2/5) Straftritte: Botica (3/4) 26., 36., 71. | (18:16) Bericht | Versuche: Mulchrone 27. erh. McKibbin 44. erh. Maitland 50. Erhöhungen: Geraghty (3/3) Straftritte: Geraghty (3/3) 13., 24., 33. | The Stoop, London Zuschauer: 9.851 Schiedsrichter: Marius Mitrea (Italien) |

| 9. April 2016 21:05 MESZ | FC Grenoble | 33 : 32         | Connacht Rugby | Stade des Alpes, Grenoble Zuschauer: 14.077 Schiedsrichter: Matthew Carley (England) |
| 9. April 2016 21:05 MESZ | Versuche: Wisniewski 33. erh. Dupont 62. erh. Diaby 69. erh. Erhöhungen: Wisniewski (3/3) Straftritte: Wisniewski (3/3) 21., 37., 40. Dropgoals: Wisniewski (1/1) 75. | (16:19) Bericht | Versuche: Adeolokun 11. erh., 28. erh. Henshaw 23. n.erh. Healy 42. erh. Erhöhungen: O’Leary (3/4) Straftritte: O’Leary (1/1) 53. Cooney (1/1) 72. | Stade des Alpes, Grenoble Zuschauer: 14.077 Schiedsrichter: Matthew Carley (England) |

### Halbfinale
| 22. April 2016 19:45 WESZ | Harlequins | 30 : 6         | FC Grenoble                            | The Stoop, London Zuschauer: 10.563 Schiedsrichter: John Lacey (Irland) |
| 22. April 2016 19:45 WESZ | Versuche: Roberts 11. erh. Evans 53. erh. Lowe 68. erh. Erhöhungen: Botica (1/1) Evans (2/2) Straftritte: Botica (2/2) 6., 17. Evans (1/2) 66. | (13:6) Bericht | Straftritte: Wisniewski (2/2) 15., 26. | The Stoop, London Zuschauer: 10.563 Schiedsrichter: John Lacey (Irland) |

| 23. April 2016 18:30 MESZ | Montpellier Hérault Rugby                                                                                           | 22 : 12        | Newport Gwent Dragons                                              | Altrad Stadium, Montpellier Zuschauer: 7.692 Schiedsrichter: Wayne Barnes (England) |
| 23. April 2016 18:30 MESZ | Versuche: B. du Plessis 59. erh. Erhöhungen: Catrakilis (1/1) Straftritte: Catrakilis (5/5) 20., 28., 32., 35., 54. | (12:0) Bericht | Versuche: Amos 61. n.erh. Meyer 77. erh. Erhöhungen: O’Brien (1/1) | Altrad Stadium, Montpellier Zuschauer: 7.692 Schiedsrichter: Wayne Barnes (England) |

### Finale
| 13. Mai 2016 21:00 MESZ | Harlequins                                                                                               | 19 : 26        | Montpellier Hérault Rugby                                                                                      | Stade des Lumières, Lyon Zuschauer: 28.556 Schiedsrichter: John Lacey (Irland) |
| 13. Mai 2016 21:00 MESZ | Versuche: Yarde 71. erh. Erhöhungen: Botica (1/1) Straftritte: Evans (3/3) 4., 31., 34. Botica (1/1) 77. | (9:13) Bericht | Versuche: Mogg 22. erh., 47. erh. Erhöhungen: Catrakilis (2/2) Straftritte: Catrakilis (4/4) 7., 28., 54., 67. | Stade des Lumières, Lyon Zuschauer: 28.556 Schiedsrichter: John Lacey (Irland) |

| 15                 | Mike Brown    |     |
| 14                 | Marland Yarde |     |
| 13                 | George Lowe   |     |
| 12                 | Jamie Roberts |     |
| 11                 | Tim Visser    |     |
| 10                 | Nick Evans    | 68. |
| 09                 | Danny Care    |     |
| 08                 | Nick Easter   |     |
| 07                 | Luke Wallace  | 56. |
| 06                 | Chris Robshaw |     |
| 05                 | Sam Twomey    |     |
| 04                 | James Horwill |     |
| 03                 | Adam Jones    | 50. |
| 02                 | Joe Gray      | 57. |
| 01                 | Joe Marler    |     |
| Auswechselspieler: |               |     |
| 16                 | Dave Ward     | 57. |
| 17                 | Mark Lambert  |     |
| 18                 | Kyle Sinckler | 50. |
| 19                 | Mat Luamanu   |     |
| 20                 | Jack Clifford | 56. |
| 21                 | Karl Dickson  |     |
| 22                 | Ben Botica    | 68. |
| 23                 | Ross Chisholm |     |
| Trainer:           |               |     |
| John Kingston      |               |     |

| 15                 | Benjamin Fall       | 18. |
| 14                 | Timoci Nagusa       |     |
| 13                 | Anthony Tuitavke    | 74. |
| 12                 | François Steyn      |     |
| 11                 | Marvin O’Connor     |     |
| 10                 | Demetri Catrakilis  |     |
| 09                 | Nic White           | 44. |
| 08                 | Pierre Spies        | 61. |
| 07                 | Akapusi Qera        |     |
| 06                 | Fulgence Ouedraogo  |     |
| 05                 | Paul Willemse       |     |
| 04                 | Jacques Du Plessis  | 68. |
| 03                 | Jannie Du Plessis   | 59. |
| 02                 | Bismarck Du Plessis | 68. |
| 01                 | Mikheil Nariashvili | 74. |
| Auswechselspieler: |                     |     |
| 16                 | Mickaël Ivaldi      | 74. |
| 17                 | Yvan Watremez       | 68. |
| 18                 | Davit Kubriashvili  | 59. |
| 19                 | Sitaleki Timani     | 74. |
| 20                 | Kélian Galletier    | 61. |
| 21                 | Benoît Paillaugue   | 44. |
| 22                 | Robert Ebersohn     | 68. |
| 23                 | Jesse Mogg          | 18. |
| Trainer:           |                     |     |
| Jake White         |                     |     |

## Statistik

### Meiste erzielte Versuche
Quelle: epcrugby.com
|    | Name          | Versuche | Verein            |
| -- | ------------- | -------- | ----------------- |
| 1. | Marcus Watson | 6        | Newcastle Falcons |
| 2. | Luke Wallace  | 5        | Harlequins        |
| 3. | 6 Spieler     | 4        |                   |

### Meiste erzielte Punkte
|    | Name                | Punkte | Verein                    |
| -- | ------------------- | ------ | ------------------------- |
| 1. | Ben Botica          | 79     | Harlequins                |
| 2. | Demetri Catrakilis  | 76     | Montpellier Hérault Rugby |
| 3. | Jonathan Wisniewski | 73     | FC Grenoble               |
| 4. | Greig Laidlaw       | 66     | Gloucester Rugby          |
| 5. | Benoît Paillaugue   | 59     | Montpellier Hérault Rugby |